# Felslut
Felslut, falsk slutledning eller logisk fallasi är en slutsats som inte följer logiskt från premisserna. En logisk fallasi är en form av argumentationsfel/fallasi. En del typer av felslut kan ibland användas som retoriska grepp.

## Exempel på typer av felslut
- Cirkelargumentation - Användandet av argument som utgår från det som skall bevisas.
- Ekvivokation - Att använda ett ord med flera betydelser i samma argument, som om de vore samma. Exempel: "Livet är en strid. Striden är en kamp. Kampen är en häst. Hästen är en dragare. Dragaren är ett stadsbud. Stadsbudet är en sakförare. Sakföraren är en advokat. Advokaten är en knöl. Knölen är en potatis. Alltså är livet en potatis."
- Post hoc ergo propter hoc (latin för 'efter händelsen, därför på grund av händelsen') - Antagandet att det finns ett orsakssamband mellan olika skeenden bara för att de sker efter eller i samband med varandra. Exempel: "Tuppen gal alltid före soluppgången. Därför beror soluppgången på att tuppen gal."
- Argumentum ad hominem (latin för 'argument mot personen', alltså personangrepp) - Att diskutera motpartens person istället för att diskutera sakfrågan. Exempel: "Du har fel för att du har så ful slips."
- Genetisk argumentation - Att låta trovärdigheten hos en tes avgöras av vem/vilka som argumenterar för eller mot tesen.